# R-Type (серия игр)
R-Type — серия видеоигр в жанре горизонтального скролл-шутера, разработанная компанией Irem. Первая игра серии, R-Type, была выпущена в июле 1987 года в виде аркадного игрового автомата. Впоследствии она была портирована на множество домашних игровых систем, а также получила ряд продолжений для игровых автоматов и игровых консолей.

## Игровой процесс
Игрок управляет космическим кораблём. Игры R-Type отличаются от других игр жанра рядом особенностей:
- Отсутствие шкалы здоровья. При контакте с фоном, противником или выстрелом игрок начинает игру заново с определённого места на уровне.
- При удержании кнопки стрельбы корабль игрока накапливает мощный заряд и по отпускании кнопки производит мощный выстрел. Мощность выстрела зависит от длительности удержания кнопки.
- В игре присутствует «спутник», который может прицепляться к носовой или кормовой части корабля, закрывая игрока от попаданий. Спутник может также летать самостоятельно, прицепление и отцепление выполняется по желанию игрока в любое время.

## Игры серии
- R-Type (1987)
- R-Type II (1989)
- Armed Police Unit Gallop (1991)
- Super R-Type (1991)
- R-Type Leo (1992)
- R-Type III: The Third Lightning (1993)
- R-Type Delta (1998, 1999 в США)
- R-Type Final (2003)
- R-Type Command (2007)
- R-Type Dimensions (2009)

## Похожие игры
Популярность игры привела к появлению ряда похожих игр, использующих узнаваемые элементы игрового процесса:
- Last Resort
- Pulstar и Blazing Star
- Rezon
- Xexex (Orius)
- Z-Out